# Esperanta Civito
Esperanta Civito (эсп. Esperanta Civito — буквально «Эсперантистский Полис», «Эсперантополис», «Надеющийся Город» или «Надеждаград») — федеративная организация эсперантистов, стремящаяся стать субъектом международного права.

## Пакт о создании (1998)
Пакт о создании организации (Pakto por la Esperanta Civito) был представлен 10 августа 1998 года в швейцарском городе Ла-Шо-де-Фон участниками «Форума Надеждаграда» (Forumo por la Esperanta Civito), организованного ERA и «Эсперантским ПЕН-Центром» (подразделение международного «ПЕН-клуба»). Ведущим форума был венгерский дипломат Дьёрдь Нановски.
Пакт содержит идеологическую преамбулу (Kvintezo), основанную на идеях раумизма, и организационную часть. В ней поставлены следующие основные цели:
1. солидарность между участниками пакта;
2. создание верховного судебного органа — «Кортума» (Kortumo) для разрешения конфликтов между ними;
3. создание организационного ядра Esperanta Civito: «Комиссии по развитию Пакта» (Evolukomisiono de la Pakto).

## Предложение Конституции, выборы в «Кортум» (1999)
29 июля 1999 года на 72 конгрессе Sennacieca Asocio Tutmonda, проходящем в Карловых Варах под председательством Иво Перо, второй Форум одобрил предложенную «Конституцию Надеждаграда» (Konstitucio de la Esperanta Civito). Были избраны члены «Кортума».

## Конституция (июль 2001 г.)
2 июня 2001 года, после двухлетнего обсуждения, Конституция (Konstitucio) была утверждена в итальянском городе Саблонето, на третьем Форуме, который одновременно стал одной из двух палат «Городского парламента» (Civita Parlamento). «Комиссия по развитию» стала готовиться к проведению единых выборов в другую палату — «Сенат» (Senato). Состав «Кортума» был обновлён.
На форуме в Саблонето были представлены следующие эсперантистские организации и известные эсперантисты:
- «Sennacieca Asocio Tutmonda» (президиум, наблюдатели)
- «Академия эсперанто» (наблюдатели)
- «Эсперантский ПЕН-Центр»[эсп.]
- «Эсперантистский дом культуры Разграда» (эсп. Esperantista Kulturdomo Razgrad)
- «Э-общество Врацы» E-Societo Vraca
- «Итальянский межъязыковой центр»[эсп.]
- «Эсперантистский культурный центр»[эсп.]
- LF-koop[эсп.]
- Актёр-эсперантист польского происхождения Джерзи Форнал[эсп.], основатель «Варшавского театра надежды» (Teatro Espero Varsovio)
- Венгерский эсперантистский журнал «Debrecena Bulteno»[эсп.]
- Международная эсперантистская газета «Heroldo de Esperanto»[эсп.]
- Итальянское эсперантисткое издание Literatura Foiro[эсп.]

Не смогли присутствовать, но передали свои приветы и извинения ELTE (E-Fako), RE/LOdE и Кеппел Эндерби (президент Всемирной эсперанто-ассоциации).

## Единые выборы в «Сенат»
Единые выборы в «Сенат Надеждаграда» состоялись 15 декабря 2001 года. Правом баллотироваться обладали члены и подписчики организаций, присоединившихся к «Пакту…». Соперничали два списка кандидатов, каждый из которых представил свою политическую, культурную и социальную программу:
1. «Белые» (la Blanka) во главе с Винко Ошлаком[словен.] (Словения/Австрия) и Нелли Холевич (Nelly Holevitch) (Болгария/Нидерланды). Символом «белых» стала рыба, лозунгом — «За Полис, вдохновлённый христианскими ценностями» (Por Civito inspirita de kristanaj valoroj).
2. «Зелёные» (la Verda) во главе с Вальтером Желязным[пол.] (Польша/Франция) и Любомиром Трифончовским[эсп.] (Болгария). Символ «зелёных» — дерево с видимыми корнями, лозунг — «От Заменгофа до Эсперантополиса» (De Zamenhof ĝis la Esperanta Civito).

Победили «зелёные», набрав 70 % голосов. «Комиссия по развитию» подвела итоги выборов и была расформирована за ненадобностью.

## Совместное заседание парламента (2002)
Совместное заседание обеих палат парламента Надеждаграда проходило 23-24 февраля 2002 года в ратуше швейцарского города Локло (Loklo). На нём были названы имена 19 сенаторов полиса:
«Зелёные»:
1. Вальтер Януш Желязный[пол.] — консул
2. Любомир Трифончовский[эсп.] — вице-консул
3. Мари-Франс Конде Рей (фр. Marie France Condé Rey)
4. Юдит Фельсеги (венг. Judit Felszeghy)
5. Анатолий Евгеньевич Гончаров[эсп.]
6. Лидия Лигенза (пол. Lidia Ligęza)
7. Иваничка Маджарова (эсп. Ivaniĉka Maĝarova)
8. Перла Мартинелли[эсп.]
9. Андреа Монтаньер (итал. Andrea Montagner)
10. Бертил Нильсон (Bertil Nilsson)
11. Майра Нуньес Эрнандес (исп. Mayra Núñez Hernández)
12. Марко Пикассо[эсп.]
13. Тициана Рогора (итал. Tiziana Rogora)
14. Дитер Роке[эсп.]
15. Ян Станислав Скорупский[порт.]

«Белые»:
1. Винко Ошлак[словен.]
2. Нелли Холевич (Nelly Holevitch)
3. Алессандро Бельтрамини (итал. Alessandro Beltramini)
4. Аньё Амика[эсп.] (настоящее имя Anna Bartek)

На том же совместном заседании членами «Кортума» были избраны Джорджо Сильфер (настоящее имя Валерио Ари (итал. Valerio Ari)), Leen DEIJ и София Банет-Форналова.
На этом совместном заседании палат парламента Нуньес Эрнандес, Пикассо и Роке сформировали «Красную группу» (Ruĝa grupo). Консул предложил вице-консулам следующие должности: вице-консул по внутренним делам — Трифончовскому, по общественным связям — Конде Рей, по культурным связям — Нильсону, по странам третьего мира — Нуньес Эрнандес, информационное обеспечение — Ошлаку.
Официальным печатным органом Надеждаграда стала газета Heroldo komunikas.

## Критика
Немногие из эсперантистов полностью поддерживают создание и цели Полиса. Многие уже раскритиковали его идеологию. Ещё за два года до проектов конституции, хартии и фонда писатель Хорхе Камачо Кордон собрал различные критические замечания к этому проекту в своей статье «Ярмарочная литургия» (La liturgio de l' foiro). Йоуко Линдстед писал, что «Полис — это попытка раумистов узурпировать концепцию Эсперантиды». «Esperanta Civito» именуется критиками как «кружок Джорджо Силфера» (la rondeto de Giorgio Silfer), «Осьминог» и «Вечеринка». Другим эта организация представляется немногочисленной группой людей, подчинённой своему авторитарному руководителю и использующей недостойные средства для усиления своего влияния. Но, поскольку существуют более известные группы, влияние этой не увеличивается. Например, Ян Станислав Скорупски, принявший участие только в одном заседании «парламента полиса», но как единственный из сенаторов, не надевший красный шарф и не давший присягу — так и не начал деятельность.
Возможно, пародийной критикой на Эсперантополис можно считать создание «Эсперантской республики» в апреле 2007 года.